# Jirón Miró Quesada
El Jirón Miro Quesada, conocido también cómo Jirón Santa Rosa, es una calle del Cercado de Lima. Se extiende de norte a sur desde el Jirón de la Unión hasta la Avenida Miguel Grau.

## Recorrido
Se inicia en el lado oeste en el jirón de la Unión y culmina en el lado este en el Avenida Miguel Grau. 
Entre las primeras edificaciones esta la Basílica de la Merced en la primera cuadra conocida bajo el nombre virreinal de "CALLE JESUCRISTO NAZARENO". En la cuadra 2 se halla el Pasaje Acuña, antigua sede de la Bolsa de Volres de Lima